# XBRL

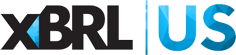

XBRL (eXtensible Business Reporting Language)는 비즈니스 정보를 교환할 때 사용되는 국제 표준 언어이다. 이 언어는 무료로 사용이 가능하고, 시장 주도형이며, 공개되어 있다. XBRL은 정보 모델링과 흔히 비즈니스 보고서에 필요로 하는 의미론적 표현을 가능하게 해 준다. XBRL은 XML에 기반한 언어이다. XML 문법을 따르고, XML 스키마, XLink, XPath, 이름공간과 같은 XML 기술을 사용하여 의미론적인 표현을 명료하게 나타낼 수 있도록 한다. 재무제표와 같은 재무 정보를 정의하고 교환하는 일에 사용하는 것이 대표적인 사용 예이다. XBRL 명세는 (주)XBRL 인터내셔널(XBRL International, Inc., XII)이 개발하고 공표하였다.